# Thurton
Thurton is een civil parish in het bestuurlijke gebied South Norfolk, in het Engelse graafschap Norfolk met 567 inwoners.